# Synapte infusco
Synapte infusco är en fjärilsart som beskrevs av Nicolay 1980. Synapte infusco ingår i släktet Synapte och familjen tjockhuvuden. Inga underarter finns listade i Catalogue of Life.